# Scyracepon levis
Scyracepon levis är en kräftdjursart som beskrevs av Barnard1940. Scyracepon levis ingår i släktet Scyracepon och familjen Bopyridae. Inga underarter finns listade i Catalogue of Life.